# سيد ليتل
سيد ليتل (بالإنجليزية: Sidney Little)‏ هو لاعب اتحاد الرغبي بريطاني، ولد في 1930 في Wigton ‏ في المملكة المتحدة، وتوفي في 27 يوليو 2017.